# Mom
Mom là bộ phim tội phạm giật gân của điện ảnh Ấn Độ năm 2017 với ngôn ngữ tiếng  Hindi, phim đạo diễn bởi Ravi Udyawar từ kịch bản của Girish Kohli. Với diễn viên chính Sridevi và các ngôi sao Nawazuddin Siddiqui, Akshaye Khanna, cùng các diễn viên Pakistan Sajal Aly và Adnan Siddiqui trong các vai phụ. Âm nhạc trong phim được sáng tác và sản xuất bởi A. R. Rahman.
Bộ phim là dấu mốc phim lớn thứ 300 của Sridevi và là phim lớn cuối cùng của bà trước khi qua đời ngày  24 tháng 2 năm 2018. Bộ phim giành được nhiều giải thưởng của Ấn Độ và quốc tế.

## Nội dung
Bà Devki Sabarwal là một giáo viên sinh học, trong một tiết học Mohit Chadda -học sinh của bà- gửi cho Aarya -con gái riêng của chồng bà- một video nhạy cảm, và Devki đã ném điện thoại của cậu ra ngoài cửa sổ. Mối quan hệ mẹ kế và con riêng giữa Devki và Aarya vốn không hòa thuận, khi Aarya được mời đến một bữa tiệc ngày lễ Valentine; Devki và chồng cho phép cô đi dù họ rất do dự. 
Tại buổi lễ Aarya bị Charles, Mohit, Joginder, và nhân viên bảo vệ Baburam hiếp dâm và ném cô xuống cống. Hôm sau cô được phát hiện và đưa đến bệnh viện, thanh tra Mathew Francis đã tìm bắt các đối tượng theo lời kể của Aarya, nhưng những tên này đã nhanh tay xóa dấu vết, bản thân Aarya có dấu hiệu say rượu và không nhớ rõ những gì đã xảy ra. Nhóm hung thủ được xử trắng án, còn Aarya bị trầm cảm nặng.
Devki thuê thám tử điều tra nhóm hung thủ và bắt đầu trả thù từ tên bảo vệ Baburam, họ dụ dỗ và chuốc say hắn. Bốn ngày sau, khi hắn tỉnh dậy trong tình trạng say khướt và nhận ra mình đã bị thiến. Baburam rất sốc và chết vì bất cẩn ngã trong nhà tắm.
Devki tiếp tục lẻn vào nhà Charles tráo bột giảm cân của hắn với bột hạt táo khiến hắn uống phải và bị ngộ độc Xyanua Amygdalin. Nhận thấy dấu hiệu của sự trả thù Thanh tra Mathew nghi ngờ Anand -bố của Arya- nhưng khi theo dõi, Mathew nhận ra ông ấy không phải hung thủ. Mathew cũng tìm thấy kính của Devki trong nhà Mohit và bắt đầu nghi ngờ bà, 
Mathew cảnh báo Devki rằng Jagan là một tên tội phạm thực sự, việc theo trả thù hắn có thể khiến gia đình bà gặp nguy hiểm. Jagan lần lượt đến thăm Mohit và Charles, hắn nhận ra Devki là người đang ra tay trả thù. Jagan tìm giết thám tử DK rồi đến nhà Devki, hắn bắn Anand, khiến Devik ngất và săn đuổi Aarya.   Devik tỉnh lại, đuổi kịp Jagan và Aarya, bà khống chế Jagan và định bắn chết hắn. Mathew có mặt kịp thời khuyên Devik, nếu giết hắn bà sẽ phải đi tù, để tránh việc này Mathew đưa khẩu súng của mình cho Devik tự ra tay. Khi biết được những việc mẹ kế đã làm cho mình, Aarya bước khỏi chỗ chốn và lần đầu tiên gọi Devik là mẹ.

## Phân vai
- Sridevi vai Devki Sabarwal
- Akshaye Khanna vai thanh tra Mathew Francis
- Sajal Aly vai Aarya Sabarwal
- Adnan Siddiqui vai Anand Sabarwal
- Pitobash Tripathy vai Guard Baburam Pandey
- Abhimanyu Singh vai Joginder "Jagan" Singh
- Nawazuddin Siddiqui vai Thám tử Dayashankar Kapoor ("DK") (khách mời)
- Adarsh Gourav vai Mohit Chadha
- Vikas Verma vai Charles Deewan
- Vara Raturi vai Sapna, bạn thân Aarya
- Ivan Sylvester Rodrigues vai Hiệu trưởng trường của Aarya
- Tripti Dimri vai Swati, bạn cùng lớp Aarya và Mohit

## Sản xuất

### Tuyển trạch và dựng phim
Năm 2016 có thông tin Sridevi sẽ là ngôi sao trong bộ phim mới của Boney Kapoor có tựa đề Mom đạo diễn bởi Ravi Udyawar. Nawazuddin Siddiqui được chọn vào một vai quan trọng và theo anh thì đây là cơ hội đặc biệt khi được đóng cùng Sridevi. Sau đó, Akshaye Khanna, Sajal Aly và Adnan Siddiqui cũng được tuyển. A. R. Rahman đồng ý sáng tác âm nhạc cho bộ phim.

### Quay phim
Phim được bấm máy tại New Delhi vào tháng 3 năm 2016 quanh khu Cao đẳng Thương mại Shri Ram của Trường Đại học Delhi và phim trường tại Noida. Bộ phim còn được quay cảnh bổ sung tại Mestia, Gruzia. Đoàn làm phim đã làm việc trong thời tiết -7° suốt hai tháng. Ngoài ra còn một số cảnh quay tại Bangkok.

## Phát hành
Bộ phim được giới thiệu tại Giải thưởng điện ảnh Zee năm 2017 bởi Salman Khan. Sridevi chia sẻ hình ảnh của bộ phim trên Twitter và trở thành trào lưu. sau đó, đoạn trích (teaser) của Mom đạt 1,2 triệu lượt xem sau 24 giờ trên YouTube. Nó cũng nhận được phản ứng tích cực ở Pakistan. Hiệu ứng của teaser khiến các nhà phát hành phim tại Miền nam Ấn Độ yêu cầu có thêm bản lồng tiếng ngôn ngữ khác. Nhà sản nhanh chóng thông báo bộ phim sẽ có thêm bản tiếng Tamil, Telugu và Malayalam.

## Giải thưởng và các đề cử
| Giải thưởng                     | Hạng mục                                      | Nhận giải                                  | Kết quả   | Ghi chú              |
| ------------------------------- | --------------------------------------------- | ------------------------------------------ | --------- | -------------------- |
| Giải Điện ảnh quốc gia lần 65   | Nữ chính xuất sắc                             | Sridevi                                    | Đoạt giải | [ 25 ]               |
| Giải Điện ảnh quốc gia lần 65   | Nhạc nền xuất sắc                             | A. R. Rahman                               | Đoạt giải | [ 25 ]               |
| Zee Cine Awards                 | Nữ diễn viên                                  | Sridevi                                    | Đề cử     |                      |
| Zee Cine Awards                 | Nữ diễn viên xuất sắc (giải của nhà phê bình) | Sridevi                                    | Đoạt giải |                      |
| IIFA Awards                     | Nữ diễn viên                                  | Sridevi                                    | Đoạt giải | [ 26 ] [ 27 ]        |
| IIFA Awards                     | Nam hụ xuất sắc                               | Nawazuddin Siddiqui                        | Đoạt giải | [ 26 ] [ 27 ]        |
| Filmfare Awards                 | Nữ diễn viên                                  | Sridevi                                    | Đề cử     | [ 28 ] [ 29 ] [ 30 ] |
| Filmfare Awards                 | Nữ diễn viên (giải của nhà phê bình)          | Sridevi                                    | Đề cử     | [ 28 ] [ 29 ] [ 30 ] |
| Filmfare Awards                 | Nam phụ xuất sắc                              | Nawazuddin Siddiqui                        | Đề cử     | [ 28 ] [ 29 ] [ 30 ] |
| Filmfare Awards                 | Nhạc nền xuất sắc                             | A. R. Rahman                               | Đề cử     | [ 28 ] [ 29 ] [ 30 ] |
| Filmfare Awards                 | Dựng phim                                     | Monisha R. Baldawa                         | Đề cử     | [ 28 ] [ 29 ] [ 30 ] |
| Filmfare Awards                 | Thiết kế âm thanh                             | Nihar Ranjan Samal                         | Đề cử     | [ 28 ] [ 29 ] [ 30 ] |
| Screen Awards                   | Nữ diễn viên                                  | Sridevi                                    | Đề cử     |                      |
| GQ Excellence Awards            | GQ Award cho Diễn xuất xuất sắc               | Sridevi                                    | Đoạt giải | [ 31 ]               |
| Giải âm nhạc Mirchi             | Giọng ca nam mới của năm                      | Sudeep Jaipurwale cho ca khúc "Be Nazaara" | Đề cử     | [ 32 ]               |
| Giải báo chí điện ảnh Bollywood | Nữ diễn viên                                  | Sridevi                                    | Đoạt giải | [ 33 ]               |
| Giải của tạo chí Masala - Dubai | Màn thể hiện xuất sắc của năm                 | Sridevi                                    | Đoạt giải | [ 34 ]               |

## Âm nhạc
Album nhạc phim được phát hành ngày 27 tháng 6 năm 2017 bởi T-Series.
Danh sách bản tiếng Hindi
Tất cả nhạc phẩm được soạn bởi A. R. Rahman.
| STT              | Nhan đề                    | Phổ lời                | Thể hiện                                                     | Thời lượng |
| ---------------- | -------------------------- | ---------------------- | ------------------------------------------------------------ | ---------- |
| 1.               | "O Sona Tere Liye"         | Irshad Kamil           | A. R. Rahman, Shashaa Tirupati                               | 05:20      |
| 2.               | "Kooke Kawn" (Traditional) | Irshad Kamil           | Sukhwinder Singh, Blaaze, Sameera Bharadwaj, Altamash Faridi | 03:33      |
| 3.               | "Raakh Baaki"              | Irshad Kamil, Rianjali | Jonita Gandhi, Rianjali                                      | 05:43      |
| 4.               | "Freaking Life"            | Irshad Kamil, Rianjali | Rianjali, Raja Kumari, Suzanne D'Mello                       | 04:05      |
| 5.               | "Chal Kahin Door"          | Irshad Kamil           | Shashaa Tirupati                                             | 06:28      |
| 6.               | "Muafi Mushkil"            | Irshad Kamil           | Darshana                                                     | 04:48      |
| 7.               | "Be Nazaara" (Traditional) |                        | Sudeep Jaipurwale                                            | 07:36      |
| Tổng thời lượng: | Tổng thời lượng:           | Tổng thời lượng:       | Tổng thời lượng:                                             | 37:30      |

Bản lồng tiếng Tamil
| TT | Tựa                | Viết lời        | Thể hiện                                                       | Thời lượng |
| -- | ------------------ | --------------- | -------------------------------------------------------------- | ---------- |
| 1. | Poongaatre         | Thamarai        | Anand Aravindakshan, Priyanka NK                               | 05:20      |
| 2. | Kooke Kawn         | Vivek           | Sunder Iyer, Pooja, Sharanya Srinivas, Blaaze                  | 03:33      |
| 3. | Raatchasa Thee     | Vivek, Rianjali | Isshrath Quadhree, Rianjali                                    | 05:43      |
| 4. | Netrai Vendru Naan | Kutti Revathi   | Saindhavi Prakash (trong phim)/ Shreya Ghoshal (trong trailer) | 06:28      |

Bản lồng tiếng Telugu
| TT | Tựa                      | Viết lời                | Thể hiện                                                      | Thời lượng |
| -- | ------------------------ | ----------------------- | ------------------------------------------------------------- | ---------- |
| 1. | Poongaatre               | Ananda Sriram           | Hemachandra, Priyanka NK                                      | 05:20      |
| 2. | Padhavalu Pakkanolu      | Ananta Sriram           | Sunil Kashyap, Pooja, Sharanya Srinivas, Blaaze               | 03:33      |
| 3. | Aarthi Agni Jalistundhi  | Ananta Sriram, Rianjali | Damini Bhatla, Rianjali                                       | 05:43      |
| 4. | Erooje Chindhe Chirunave | Rocky                   | Shashaa Tirupati (trong phim)/ Shreya Ghoshal (trong trailer) | 06:28      |

Bản lồng tiếng Malayalam

| TT | Tựa           | Viết lời               | Thể hiện                                          | Thời lượng |
| -- | ------------- | ---------------------- | ------------------------------------------------- | ---------- |
| 1. | O Sona        | Rafeeq Ahmed           | Jithin, Priyanka NK                               | 05:20      |
| 2. | Kaandil Ellam | Rafeeq Ahmed           | Palakkad Sriram, Pooja, Sharanya Srinivas, Blaaze | 03:33      |
| 3. | Agni Jwala    | Rafeeq Ahmed, Rianjali | Kavya Ajit, Rianjali                              | 05:43      |
| 4. | Onni Poo      | Rafeeq Ahmed           | Shweta Mohan                                      | 06:28      |

Lựa ý:
- Ca khúc "Freakin' Life"vàa "Be Nazaara" phiên bản Tamil, Telugu và Malayalam không có thay đổi.
- Ca khúc "Maafi Mushqil" chỏ có tiếng Hindi.
- Ca khúc "Be Nazaara" được A. R. Rahman sáng tác riêng cho bộ phim.